# インド語群
- 言語 > インド・ヨーロッパ語族 > インド・イラン語派 > インド語群
- インドの言語 > インド語群

インド語群（インド・アーリア語群、Indo-Aryan languages）とは、インド・イラン語派の下位分類のひとつで、インド・ヨーロッパ語族に属する。主にインド亜大陸に分布する。
SILの推計によれば209言語が属し、母語としている人口は9億人以上と最も多い言語群である。代表的なものとして、ヒンディー語とウルドゥー語をまとめたヒンドゥスターニー語（5億4000万人）、ベンガル語（2億人）、パンジャーブ語（1億人）、マラーティー語（7000万人）、グジャラート語（4500万人）、オリヤー語（3000万人）、シンド語（2000万人）がある。

## 名称
インドにはインド・ヨーロッパ語族の言語のほかにもドラヴィダ語族、ムンダ語派、チベット・ビルマ語派などの言語が話されている。インド語群（英語: Indic）という名前では「インドの言語」という意味だと誤解される可能性があるため、インド・アーリア語群（英語: Indo-Aryan）と呼ぶことも多い。

## 歴史
インド語群のうち最も古いものは、ヴェーダで用いられているヴェーダ語である。ヴェーダ語の中でも最古の部分はアヴェスター語などの古代イラン語ときわめてよく似ている。ほかに紀元前14世紀の小アジアにあったミタンニ王国の王名や神名、およびミタンニ人キックリの文書の中にインド・アーリア語と思われる語彙が出現する。
続いて紀元前5世紀頃に、サンスクリット語が文法家のパーニニの手で標準化・成文化された。これが後の紀元前2世紀頃に古典サンスクリット語として完成する。しかし、パーニニの時代、既にヴェーダ語からの変化が目立っている。また、パーニニが確立したサンスクリットは古いヴェーダに回帰したわけではなく、同時代に既に分化していたインド諸語にも影響を受けている。
古い時代に現れるサンスクリット以外の俗語的な言語を総称して中期インド・アーリア語またはプラークリットと呼ぶ。プラークリットの最も早い刻文は紀元前3世紀のアショーカ王碑文に現れている。プラークリットは全体的にサンスクリットよりも新しい語形・文法を持つが、語彙によっては古典サンスクリットやヴェーダ語よりも古い起源を持つものもある。
10世紀以降になると現代につながる新インド・アーリア語の文献が出現する。デーヴァセーナのスラーヴァカチャール（930年頃）がヒンディー語では最古の書物とされる。
そして13世紀から16世紀にかけてのイスラム勢力の拡大がインド語派に大きな影響を与えた。ムガル帝国の繁栄のもとで、イスラーム宮廷の権威によりペルシア語が支配的になったのである。しかしそのペルシア語の地位は、現地語文法をもとにアラビア語とペルシア語語彙を大量に導入したヒンドゥスターニー語に取って代わられた。現代のヒンディー語（特に口語）でも語彙の多くはペルシア語・アラビア語由来のものになっている。
この言語状況が変化したのは1947年のインド・パキスタン分離独立時である。ヒンドゥー教徒の用いるヒンドゥスターニー語はヒンディー語としてインドの公用語に採用され、より「インド的」な言語を目指してサンスクリット化、つまりトゥルシーダース時代への回帰とでもいうべきものが行われた。ウルドゥー語とも共通するペルシア語・アラビア語由来の専門用語はサンスクリット語のそれに、時に大規模に、また複合語も用いて置き換えられたのである。一方ムスリムのそれはウルドゥー語としてパキスタンの公用語となり、更なるアラビア語、ペルシア語の語彙の追加が行われた。現在ウルドゥー語はアラブ＝ペルシア化を、ヒンディー語はサンスクリット化を受けている。しかし文法は依然一様であるため連続体といってよいだろう。一方口語では大多数の住民が2言語の混交したものを話しており、それはヒンドゥスターニー語とよばれている。
この語派にはヒンドゥスターニー語以外にもアラビア語や、比較的近縁の言語であるペルシア語の影響を強く受けた言語が多く、同時に南方のドラヴィダ諸語へ大きな影響を与えた語派でもある。アラビア語やペルシア語の影響もインド語派を通じてドラヴィダ諸語に伝播された。

## 下位分類
インド・アーリア語の分類は困難が大きい。また、どこまでを方言差とし、どこまでを言語差とするかも決定するのが難しい。これは、ほかの言語と異なり、インドの大部分の言語が孤立して発展したわけではなく、たがいに交流を持ちながら発展してきたこと、および多くの話者が多言語使用者であることによる。インド・アーリア語全体をひとつの巨大な方言連続体とみることもできる。
通常は、ジョージ・エイブラハム・グリアソンのインド言語調査による分類を基本的に踏襲しているが、学者によってパンジャーブ語や西パハール語群を北西語群に、ビハール語を中央語群に、グジャラート語を南部語群に含めるなどの違いがある。

### 古代語
- ミタンニ王国の言語（フルリ語）に見られるインド語派からの借用語
- ヴェーダ語
- サンスクリット語
- プラークリット

### 中央語群
ヒンディー語群とも。
- ビリー語
- グジャラート語
  - グジャラート語
  - サウラーシュトラ語
- カーンデーシュ語
  - カーンデーシュ語
- パンジャーブ語
  - パンジャーブ語（東パンジャーブ語）
- ラージャスターン語
  - グジャール語
  - メワール語
- ドマリ語（ドム、ロマニ系）
- ロマ語
- 西ヒンディー語
  - ブンデリー語
  - ハリヤーンウィー語
  - カリー・ボリー
    - ヒンドゥスターニー語
      - ヒンディー語
      - ウルドゥー語

  - カナウジ語
- 東ヒンディー語
  - アワディー語
  - バゲーリー語
  - ダヌワール語
  - チャッティースガリー語
  - フィジー・ヒンディー語

### 東部語群
- マガダ語 - プラークリット
- ベンガル・アッサム語
  - アッサム語
  - ベンガル語
  - ビシュヌプリヤ・マニプリ語
  - チャクマ語（ベンガル語版、英語版、ポルトガル語版）
- チッタゴン語
  - ロヒンギャ語
  - ハルビー語
  - カルト語
  - ラージバンシ語
  - シレット語
- ビハール語
  - ビハール語
  - ボージュプリー語
  - カリブ・ヒンドスターニー語
  - マガヒー語
  - マイティリー語
  - マジ語
- オリヤー語
  - オリヤー語

### 北部語群
パハール語群とも。
- 中央パハール語群
- 東パハール語群
  - ネパール語
- ガルワーリー語群
  - ガルワーリー語
- 西パハール語群

### 北西語群
- ラフンダー語群
  - 西パンジャーブ語
- シンド語群
  - シンド語
  - en:Jadgali language -（en:Jat people）
  - カッチ語
  - シライキ語
  - マルワーリー語

### 南部語群
- コンカニ語
- マラーティー語
- ダッキニー語
- シンハラ・モルジブ諸語（Insular Indic）
  - ディベヒ語
  - シンハラ語
  - ヴェッダ語

### ダルド語群
- カシミール語
- コワール語